# Iglesia de Santa María del Mercado (Alburquerque)
La iglesia de Santa María del Mercado es un templo católico situado en la localidad española de Alburquerque, provincia de Badajoz, a unos 40 km al norte de la capital pacense.

## Historia
Está en el interior del casco antiguo de Alburquerque, junto al conocido como el Barrio Judío o "Villa Adentro" y junto al Castillo de Luna, que era el lugar donde los habitantes de la localidad u otros venidos de fuera, intercambiaban sus productos. De esta situación le viene el nombre a la iglesia. Aunque no está clara la fecha de iniciación de la construcción, sí se sabe que era anterior al siglo XIV, construida sobre un viejo templo mudéjar del siglo XIII.

## Descripción

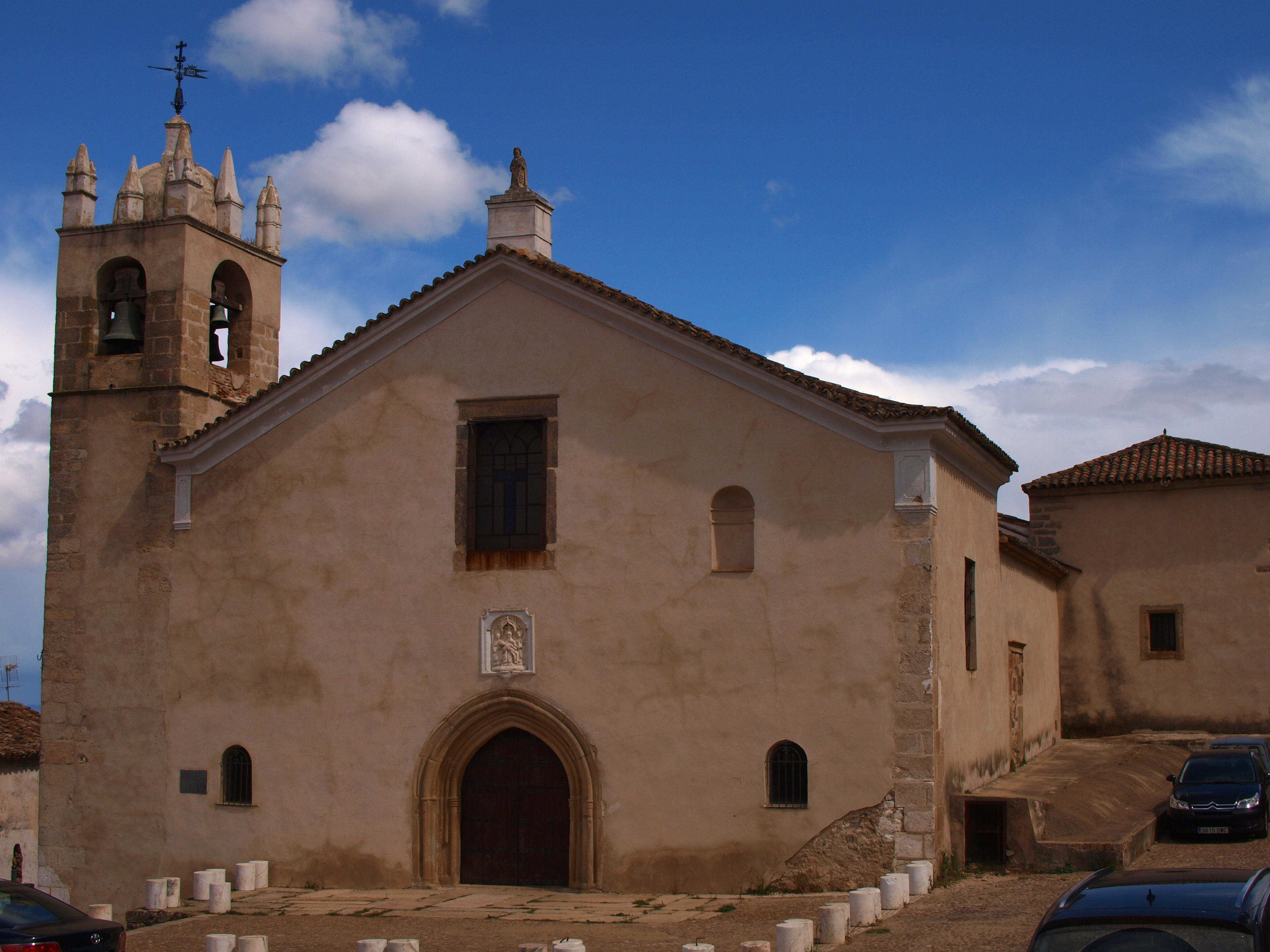
Fachada frontal

Esta sencilla iglesia es de planta cuadrada y se tienen noticias de ella desde el siglo XV. En la fachada hay una puerta con forma de arco ojival sobre la que hay una pequeña escultura de alabastro del momento del descendimiento de Cristo de la cruz.
El interior tiene tres naves con unos arcos ojivales y otros de medio punto. El retablo principal es  renacentista del siglo XVI y tiene la particularidad de estar compuesto de quince tablas de estilo gótico de autor desconocido, una imagen de la Virgen del siglo XV y otra, llamada popularmente el Cristo de las faldas por la gran longitud del paño de pureza y que data del siglo XIV. El Sagrario, la credencia, la sillería del coro y el  órgano están ricamente labrados.